# Cimetière militaire canadien de Groesbeek
Le cimetière militaire canadien de Groesbeek (en anglais : Groesbeek Canadian War Cemetery and Memorial, en néerlandais : Canadese Oorlogsbegraafplaats Groesbeek ) est un cimetière militaire qui regroupe les tombes des militaires canadiens tombés lors des combats de la Seconde Guerre mondiale, pendant la campagne de libération des Pays-Bas de 1945 et les combats ultérieurs en Allemagne. Situé dans le village de Groesbeek, 8 km au sud-est de Nimègue, il est administré par la Commission des sépultures de guerre du Commonwealth (Commonwealth War Graves Commission). Sur un total de 2 619 sépultures, le cimetière contient 2 338 soldats canadiens. Il a été construit selon les plans de l'architecte de la War Graves Commission Philip Hepworth. Il contient un mémorial pour plus de 1 000 soldats disparus, donc restés sans sépulture.

## Histoire
Le cimetière est unique en ce sens que de nombreux morts y ont été ramenés de l'Allemagne voisine. C'est l'un des rares cas où des corps ont passé les frontières internationales. C'est le général Crerar, qui commandait les forces terrestres canadiennes en Europe, qui a ordonné que les morts canadiens ne soient pas enterrés en sol allemand. Selon les décomptes, tous les soldats canadiens tombés lors des batailles de Rhénanie, qui avaient été enterrés à proximité des champs de bataille allemands, ont été réinhumés ici (à l'exception d'un qui est enterré dans le cimetière de guerre de la forêt de Reichswald ).
Le cimetière contient une croix du sacrifice.
Des milliers d'enfants néerlandais s'occupent des tombes des soldats enterrés ici comme ils le font partout aux Pays-Bas.

## Commémoration des disparus
A l'intérieur du cimetière se dresse le Mémorial de Groesbeek, qui commémore les membres des forces terrestres du Commonwealth disparus au cours de la campagne dans le nord-ouest de l'Europe entre le moment de la traversée de la Seine fin août 1944 et la fin de la guerre en Europe. Le mémorial se compose de bâtiments jumeaux à colonnades qui se font face de part et d'autre d'un parvis engazonné, entre l'entrée et la " Pierre du Souvenir ". Les noms des 1016 disparus sont inscrits sur des panneaux de pierre de Portland scellés dans les murs arrière. Le Mémorial de Bayeux en Normandie, en France, rend quant à lui hommage à 103 militaires canadiens disparus.
Toutefois, depuis la date d'achèvement du mémorial, les sépultures de quatre des soldats portés disparus et cités sur le monument ont été retrouvées.

## Marches internationales de quatre jours Nimègue
Le troisième jour des marches internationales de quatre jours de Nimègue, le parcours longe le cimetière militaire canadien, et les participants militaires commémorent leurs collègues de la Seconde Guerre mondiale lors d'un impressionnant rassemblement cérémonial.

## Tombes ou inscriptions remarquables sur le mémorial
- Aubrey Cosens (1921-1944) des Queen's Own Rifles of Canada, décoré de la Croix de Victoria[3]
- John Baskeyfield (1922-1944) du South Staffordshire Regiment, décoré de la Croix de Victoria[4], est rappelé sur le mémorial.
- Gustave Biéler, Frank Pickersgill et Roméo Sabourin, membres canadiens du Special Operations Executive envoyés sous couverture en France occupée ; tous trois furent capturés par les Allemands et envoyés dans des camps de concentration, où ils furent exécutés. Ils sont rappelés sur le mémorial.
- Terrence Hicks (1920-1944), du 1st Parachute Squadron, Corps of Royal Engineers  est cité sur le mémorial (Hicks a été tué au combat le 19 septembre 1944, à l'âge de 24 ans, dans le quartier Marktstraat d'Arnhem et n'a pas de tombe connue). Il avait reçu la  Médaille de George pour un acte de bravoure remarquable à Gibraltar en 1942[5].

## Images

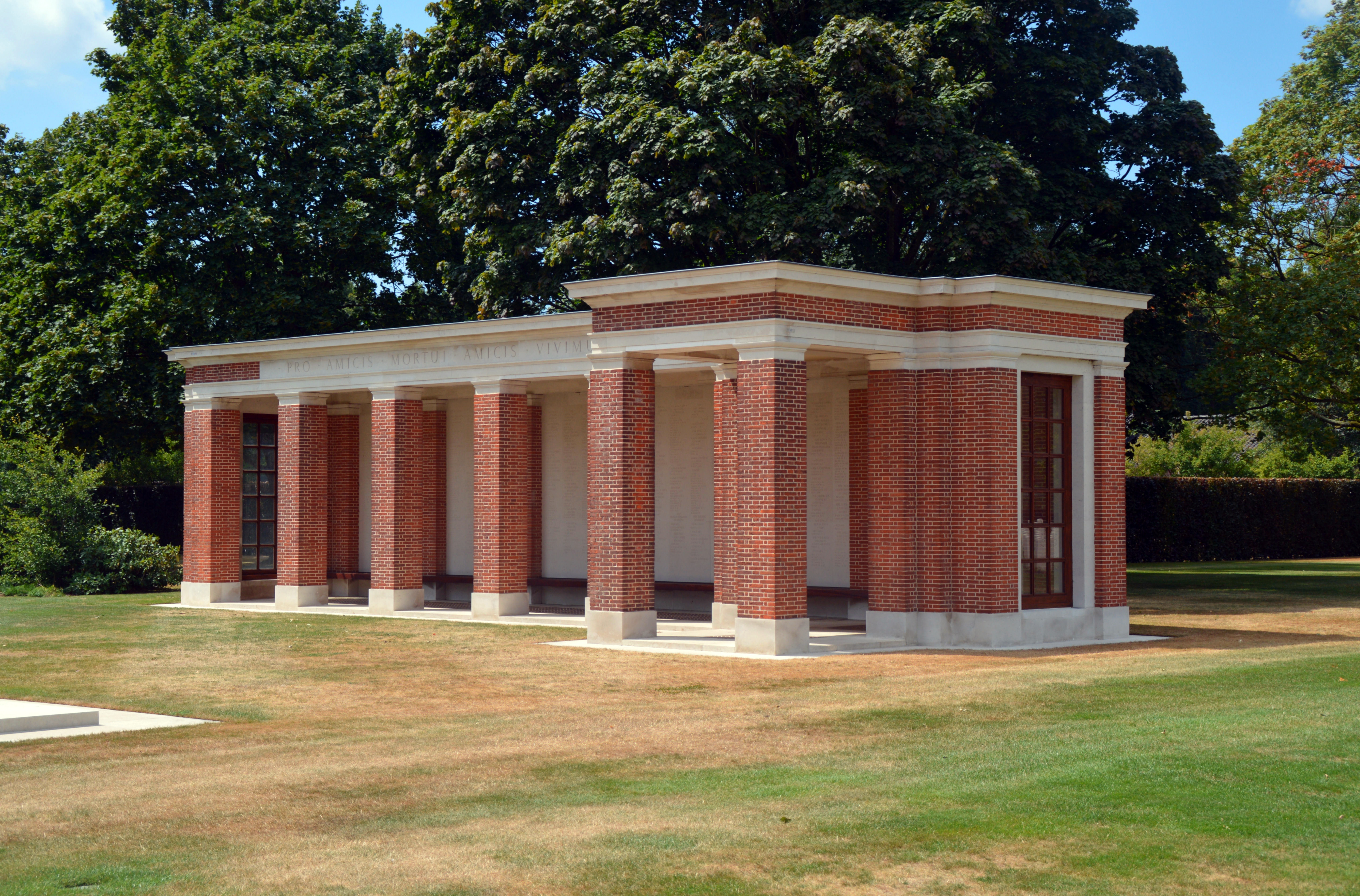
Mémorial
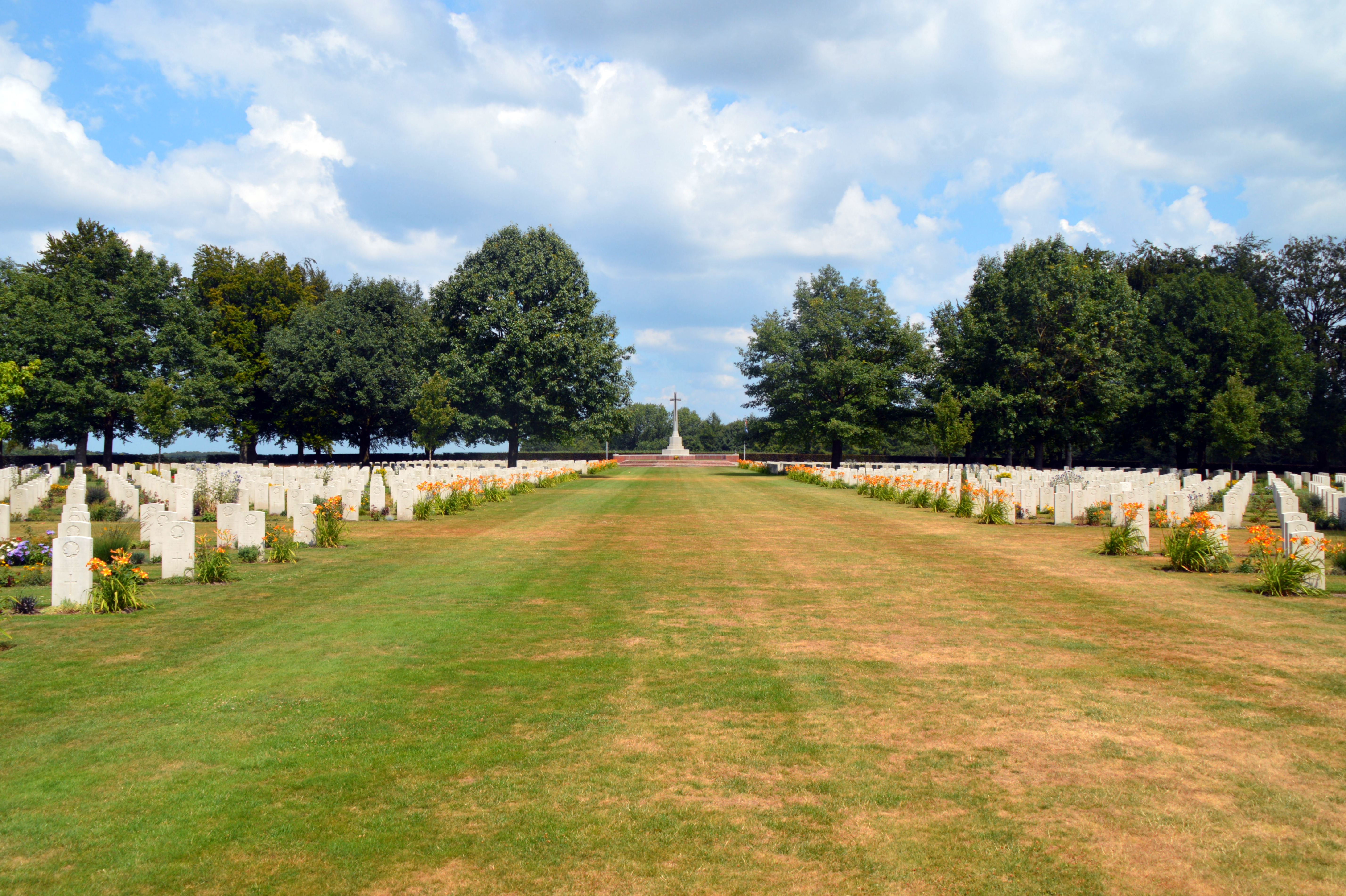
Champ d'honneur
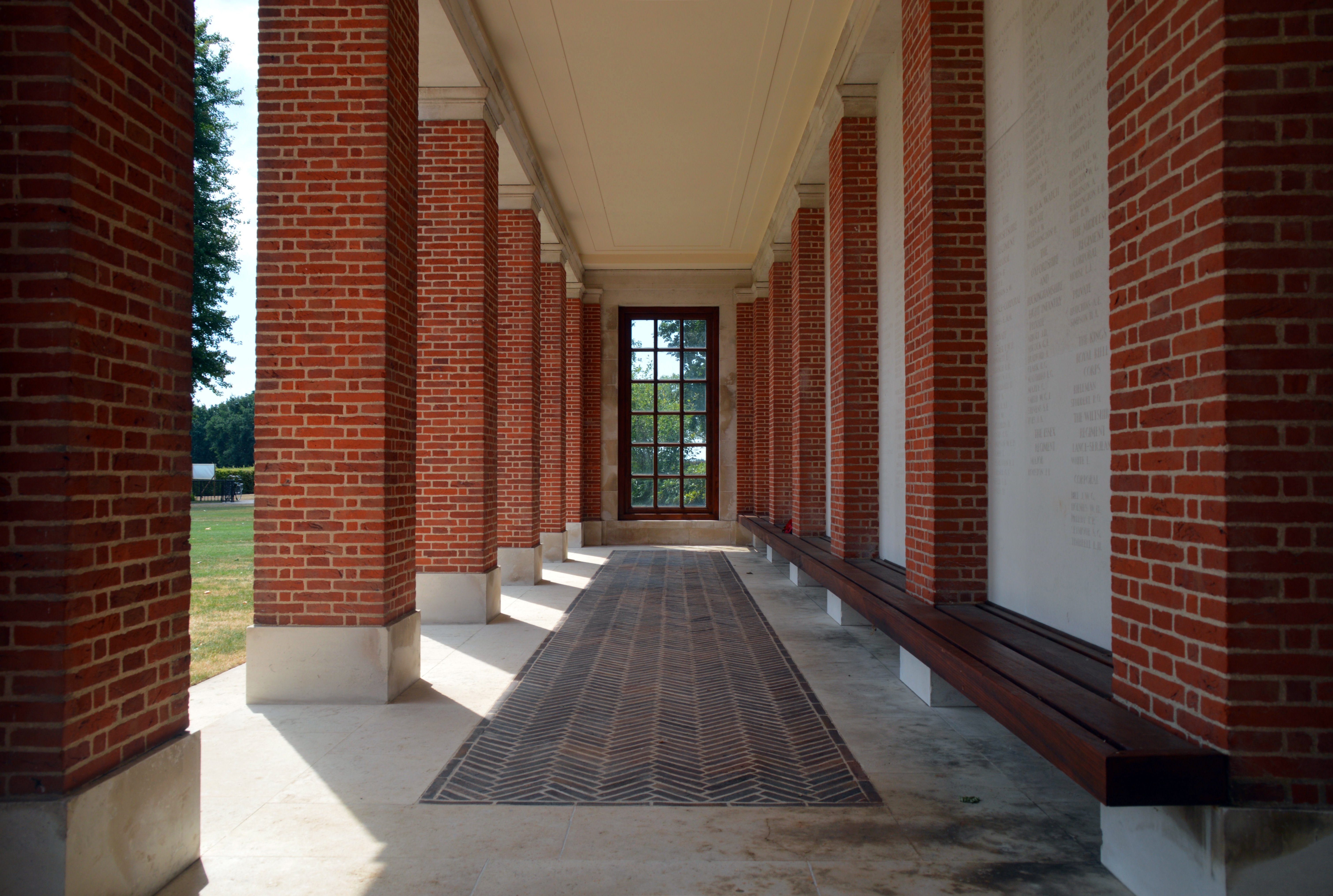
Mémorial, à l'intérieur

## Tombes de guerre du Commonwealth à proximité
- Cimetière de guerre d'Arnhem Oosterbeek
- Cimetière de guerre de Jonkerbos
- Cimetière de guerre de Mook